# Мазин, Григорий Александрович
Григорий Александрович Мазин (11 апреля 1914 — 25 марта 2018) — советский военачальник, генерал-майор инженерных войск.

## Биография
Родился 11 апреля 1914 года в городе Ростове-на-Дону в еврейской семье, где было четверо детей. Брат — Эмилий Мазин (1918—2015) — Заслуженный учитель школы РСФСР. Отец владел фотоателье на Никольской улице.
Окончил среднюю школу и геологический факультет Ростовского университета. С 1938 года служил в Красной армии. Член ВКП(б)/КПСС с 1939 года. В 1941 году окончил три курса Военно-инженерной академии им. Куйбышева (ныне Военный институт (инженерных войск) Общевойсковой академии Вооружённых Сил Российской Федерации), но началась Великая Отечественная война. Прошёл всю войну, командовал сапёрными подразделениями и частями на Западном (с июня 1941), Юго-Западном (с мая 1942), Воронежском (с июля 1942), 2-м Украинском (с июля 1943) и 1-м Белорусском (с апреля 1944) фронтах. Работал в штабах инженерных войск армии и фронта (помощник начальника оперативного отдела штаба инженерных войск Воронежского фронта, начальник штаба инженерных войск 69-й армии).
После окончания войны служил начальником инженерных войск армии. В 1953 году окончил Высшие курсы при Военно-инженерной академии им. Куйбышева. С 1962 года был начальником инженерных войск Закавказского военного округа. 13 апреля 1964 года Г. А. Мазину было присвоено звание генерал-майора инженерных войск. 7 марта 1974 года он был уволен в отставку. 
Проживал в Москве. Затем переехал на постоянное место жительства к своим детям в Лос-Анджелес, Калифорния. Был членом Ассоциации ветеранов Второй мировой войны города Лос-Анджелеса.
Умер 25 марта 2018 года в Лос-Анджелесе. Был похоронен на кладбище Mount Sinai Memorial Cemetery в Голливуд Хилс.
Был награждён орденом Ленина, двумя орденами Красного Знамени, орденами Отечественной войны 1-й (дважды) и 2-й степеней и Красной Звезды, а также медалями.